# Szoljánka
A szoljánka (солянка) tartalmas orosz étel; hús-, hal-, vagy gombafőzet alapú sűrű, gazdagon fűszerezett leves. 
A levest eredetileg селянка-nak, azaz szabadon fordítva falusinak (falusi levesnek) nevezték, amit a falu село szóból származtatnak. A szoljánkának hígabb változata lehet leves, de sűrű változatát egytálételként is fogyasztják.
A szoljánka alapízében savanyú, csípős, sós étel a belehelyezett savanyított uborka, olajbogyó, kapribogyó, citrom, kvasz, sózott és marinált gomba eredményeképpen. A szoljánka tartalmazza a scsí egyes komponenseit is (káposzta; tejföl; sós, savanyú uborkalé). A húsalapú szoljánkához a húst elősütik. Kolbászt is tesznek bele. A hal-szoljánkához főtt, sózott, füstölt vörös húsú halat használnak. Mindenféle szoljánkába kell bors, petrezselyem, kapor. Gyakran tesznek a szoljankába belsőségeket is, mint például vesét, nyelvet, tőgyet.
A rasszolnyik csupán annyiban különbözik a szoljankától, hogy belefőznek egy-két feldarabolt (jól kimosott) disznóvesét is. Továbbá abban is, hogy a szoljánkába sose tesznek kásaféléket (hajdina, gersli) míg a rasszolnyikba mindig.